# Odontomachus relictus
Odontomachus relictus is een mierensoort uit de onderfamilie van de Ponerinae. De wetenschappelijke naam van de soort is voor het eerst geldig gepubliceerd in 2004 door Deyrup & Cover.